# Unut sevme
Unut sevme è un singolo della cantante turco-albanese Candan Erçetin pubblicato nel 2000.